# Super battle droid
Super Battle Droids zijn in de Star Wars saga droids (robots) die door de Handelsfederatie (Engels: Trade Federation) als gevechtseenheden worden ingezet tijdens de Kloonoorlogen, waarin de Handelsfederatie aan de kant van de Separatisten vecht. 
Super Battle Droids zijn te zien in Star Wars: Episode II: Attack of the Clones en Star Wars: Episode III: Revenge of the Sith. Ook in het verhaal dat zich tussen deze twee Episodes afspeelt zijn ze aanwezig in de animatieserie Star Wars: The Clone Wars.
Na de mislukte invasie (de Slag om Naboo) van de planeet Naboo - waarbij de zwakheid van de Battle Droid aan het licht werd gebracht: ze sloten zichzelf af wanneer hun controleschip verwoest werd - zocht de Handelsfederatie naar een modernere versie van de Battle Droid, om haar leger sterker mee te maken.
De Techno Union ontwierp toen voor de Federatie op Geonosis een nieuw soort droid: een Super Battle Droid. Deze droid was niet afhankelijk van een controleschip, had dubbel zoveel vuurkracht en was een stuk sneller en groter dan een Battle Droid. 
De Super Battle Droid werd vaak als lijfwacht gebruikt door de Sith Lord Graaf Dooku (Darth Tyranus), de politiek leider van de Confederacy of Independent Systems waar de Federatrie zich bij aansloot. Maar ook door Nute Gunray zelf, de Neimodiaanse onderkoning van de Handelsfederatie.
De eerste keer dat de Super Battle Droid actie zag was aan het begin van de Kloonoorlogen op Geonosis (tijdens de Slag om Geonosis), toen de Super Battle Droids niet opgewassen bleken tegens de Clone Troopers en Jedi. De hele Kloonoorlogen lang werden de Super Battle Droids door de Separatisten echter gebruikt als elite van hun infanterie. Het waren geduchte tegenstanders voor de Galactische Republiek.
Aan het einde van de oorlogen werden de Super Battle Droids door (de vervanger van Darth Tyranus) Darth Vader uitgeschakeld om een vijandig leger tegen het Galactische Keizerrijk te voorkomen.